# Črešnjevec, Vojnik
Črešnjevec este o localitate din comuna Vojnik, Slovenia, cu o populație de 16 locuitori.